# Timana pieridaria
Timana pieridaria är en fjärilsart som beskrevs av Holland 1920. Timana pieridaria ingår i släktet Timana och familjen mätare. Inga underarter finns listade i Catalogue of Life.